# La Santa Faç (Santo Domingo el Antiguo)
La Santa Faç és una obra d'El Greco que pertanyia al retaule major de Santo Domingo el Antiguo, a Toledo. Va ésser venut l'any 1964 i substituït per una còpia. Consta amb la referència 6-A en el catàleg raonat d'obres d'El Greco realitzat pel seu especialista Harold Wethey.

## Anàlisi de l'obra
Oli sobre llenç; El llenç, sense tenir en compte ni el marc ni els àngels, és ovalat i mesura 76 x 55 cm.; Col·lecció privada.
Els documents demostren que en principi s'havia projectat col·locar un escut en el lloc d'aquesta obra, de forma que el canvi d'opinió degué tenir lloc durant la construcción del retaule.
La Santa Faç podía considerar-se un adequat substitut de la Crucifixió, cosa que venia a complementar l'escena de La Trinitat de l'àtic i ajuda a comprendre el gest i la mirada de Maria en L'Assumpció de Maria de sota. El rostre d'aquest Crist és frontal, serè, amb un esguard penetrant, i té un grau de realitat molt superior al del teixit sobre el qual està imprès. Aquesta obra obra mostra com El Greco podía fer confluir el seu fons romà d'Orient amb el naturalisme i l'expressivitat pròpies de l'Occident cristià del seu temps.

## Situació dins el conjunt
- L'original estava el frontispici sobre el Retaule Major.